# Slavia Museum
Slavia Museum je soukromé muzeum fotbalového klubu SK Slavia Praha. Bylo slavnostně otevřeno 1. listopadu 2018 v hlavní tribuně stadionu v pražském Edenu. Má bezbariérový vstup přímo z ulice U Slavie. Muzeum v současné době využívá plochu 1.200 m² ve dvou podlažích. Od jara 2020 je pak součástí prohlídkového okruhu také Stadium Tour, díky níž se mohou návštěvníci podívat do zákulisních prostor, a to včetně tiskového střediska, šatny hostů, tunelu na hrací plochu či střídaček.
Je zde více než 1.000 exponátů od těch nejstarších z roku 1892 až po ty nejnovější. Jsou zde vystaveny historické trofeje, dresy, fotografie a jiné artefakty dokumentující historii klubu. Součástí expozice je řada audiovizuálních prezentací na obrazovkách. V přízemí muzea je přednášková místnost s velkoplošnou obrazovkou. Jedná se o jediné fotbalové muzeum v České republice.

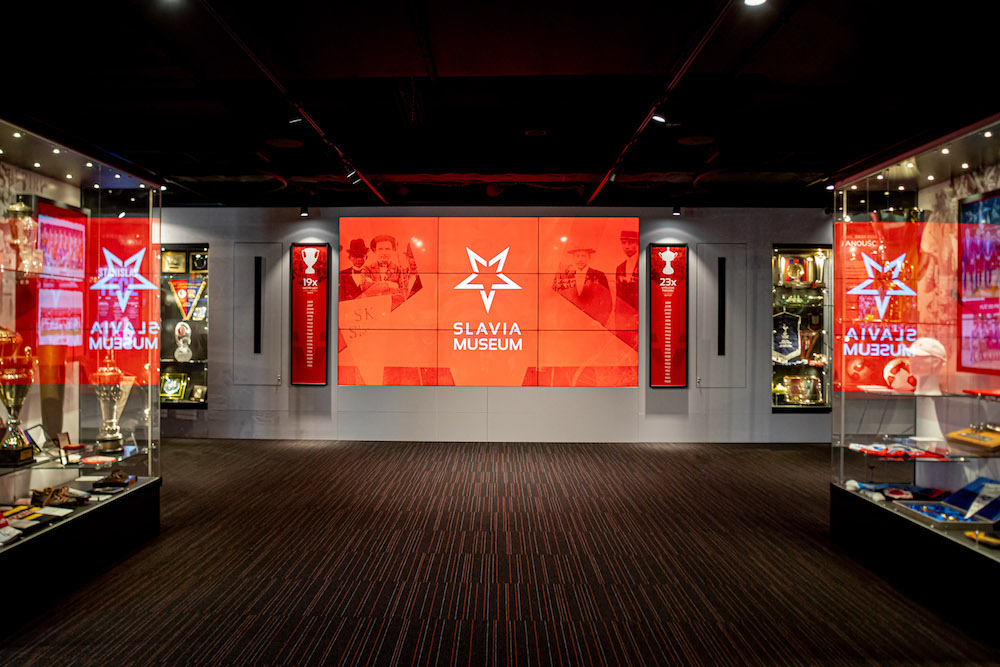
Přízemí Slavia Museum
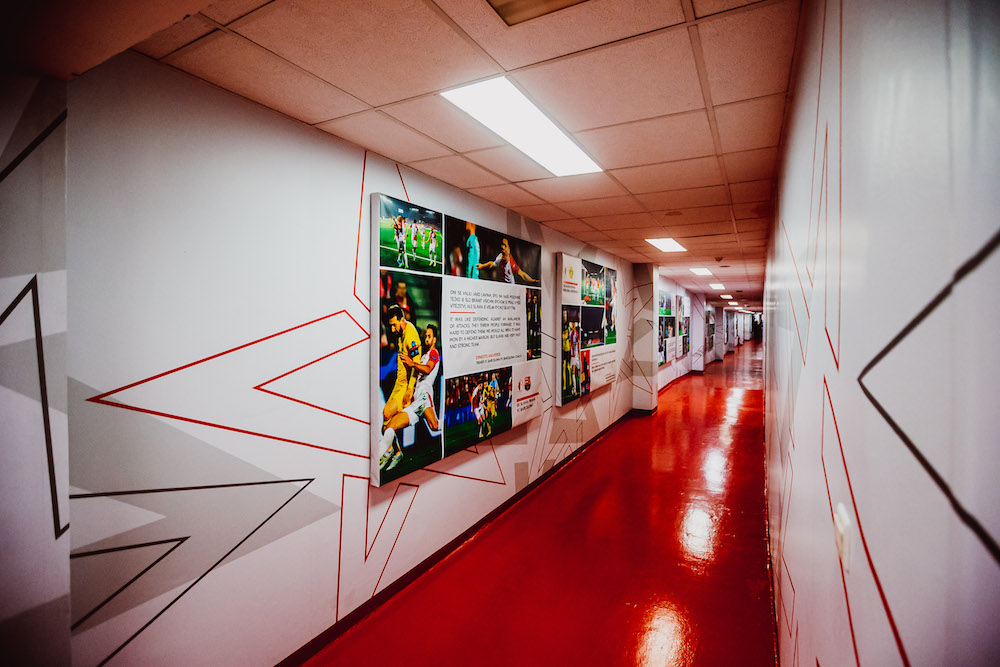
Prezidentská chodba v Sinobo Stadium
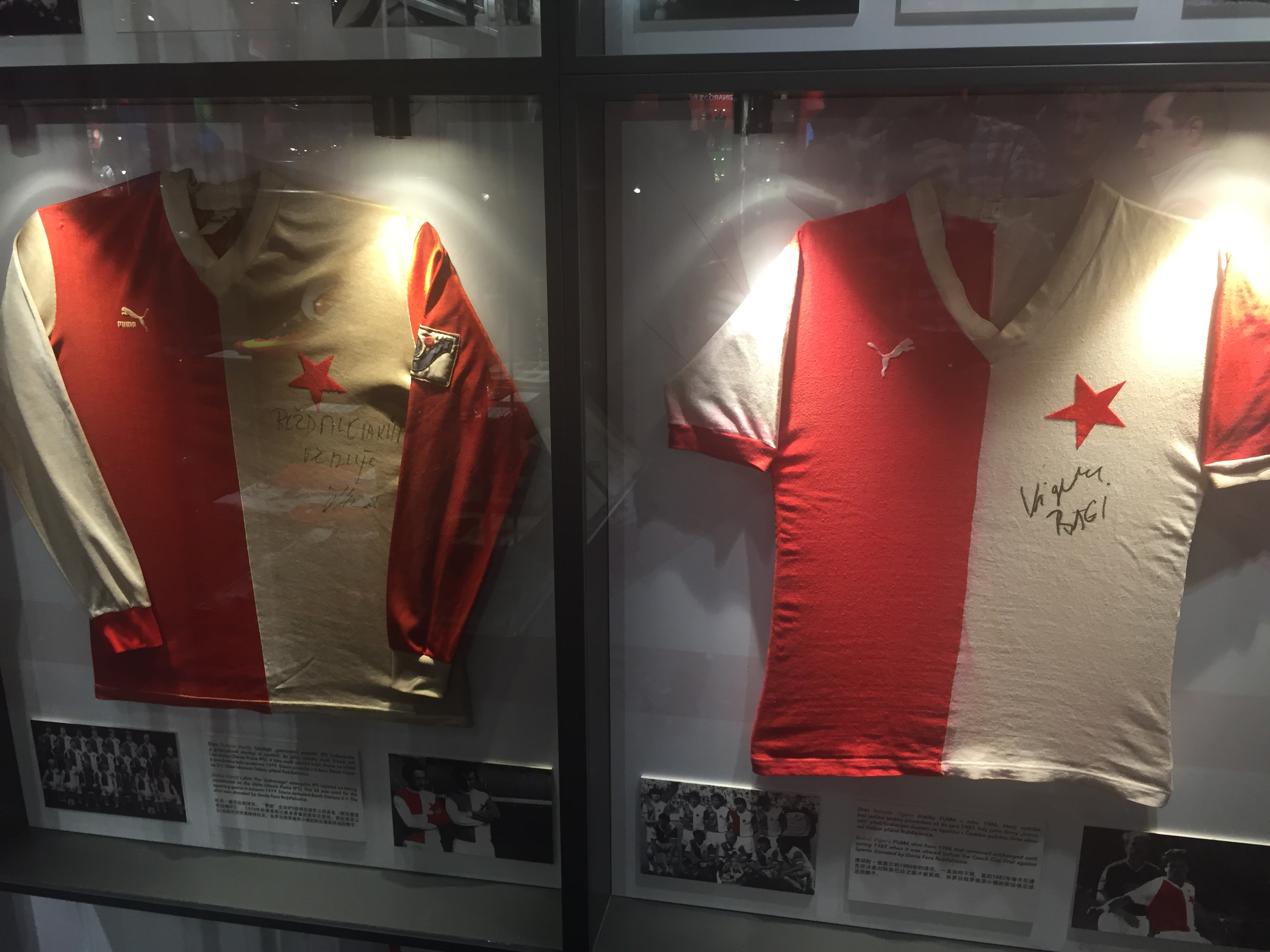
Historie sešívaných dresů ve Slavia Museum
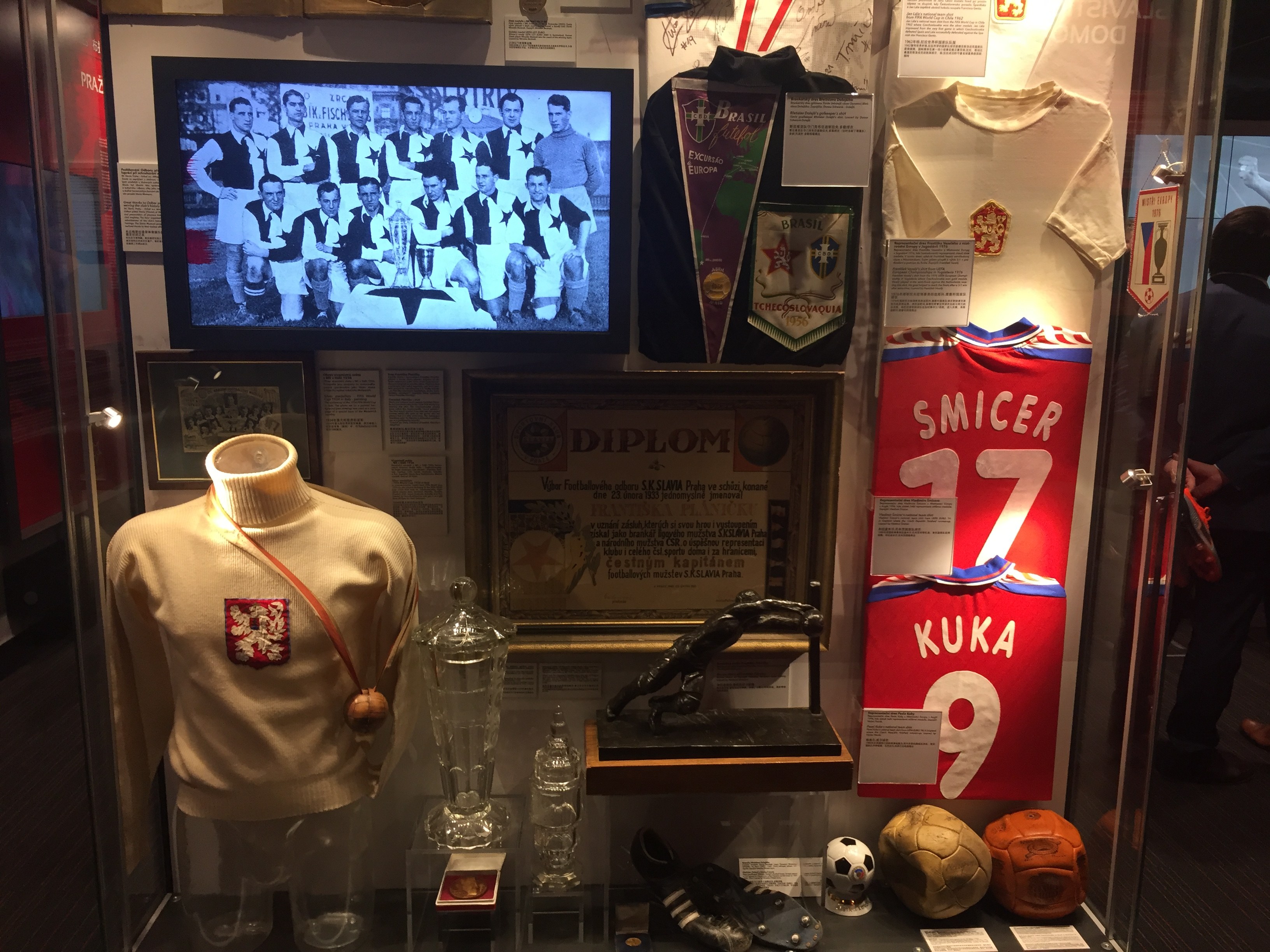
Dres legendárního gólmana Františka Pláničky
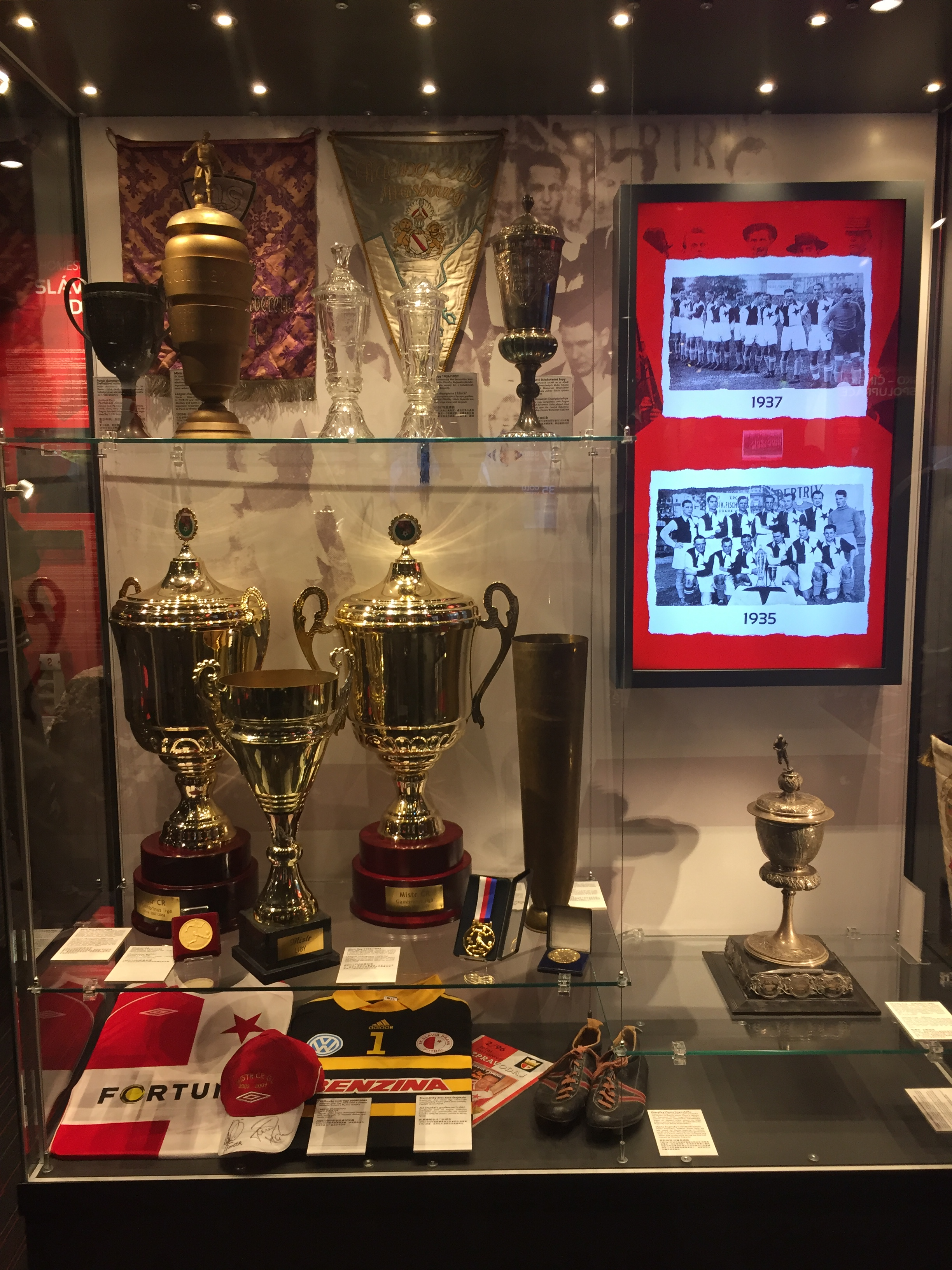
Mistrovské trofeje ve Slavia Museum
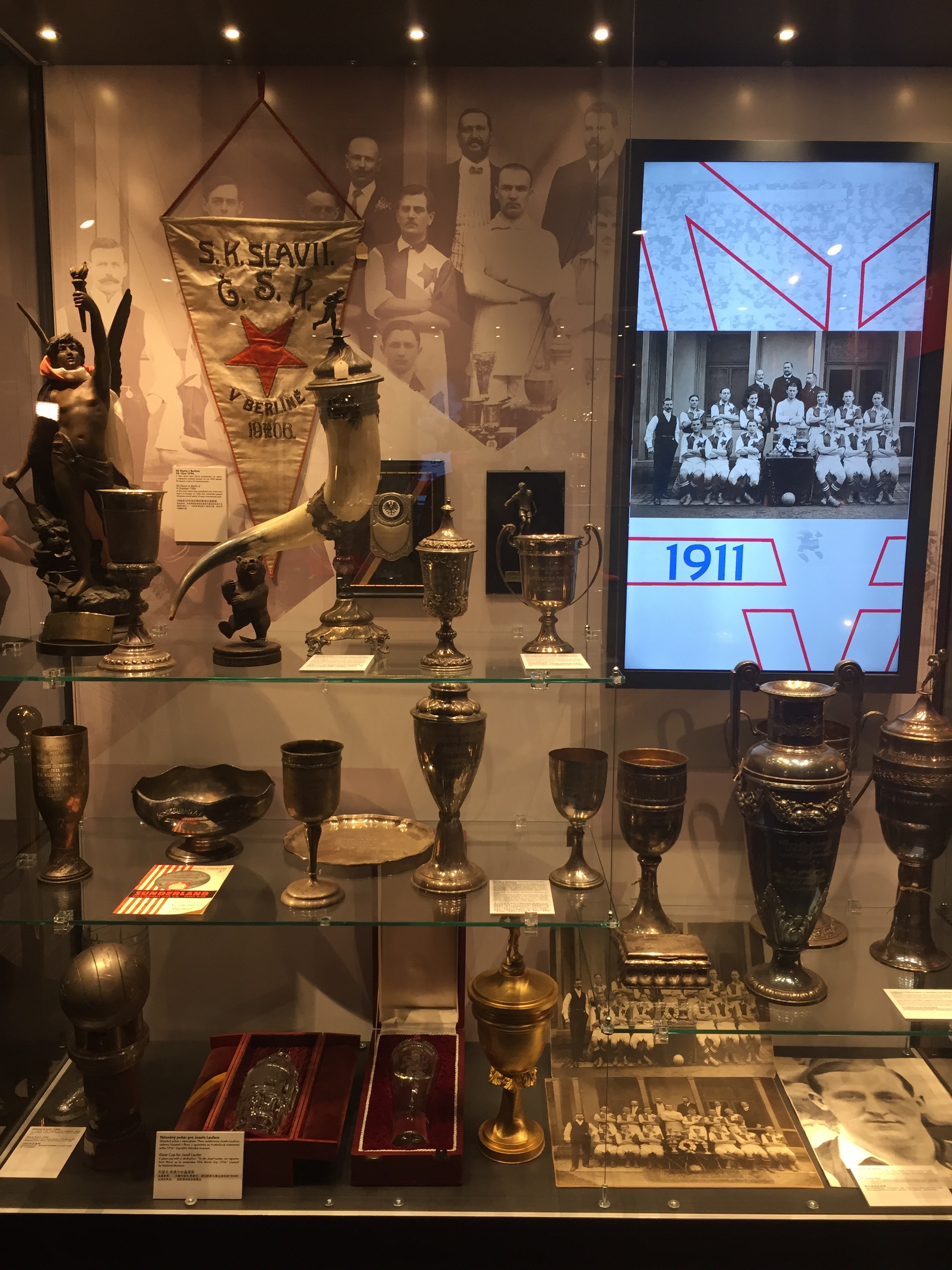
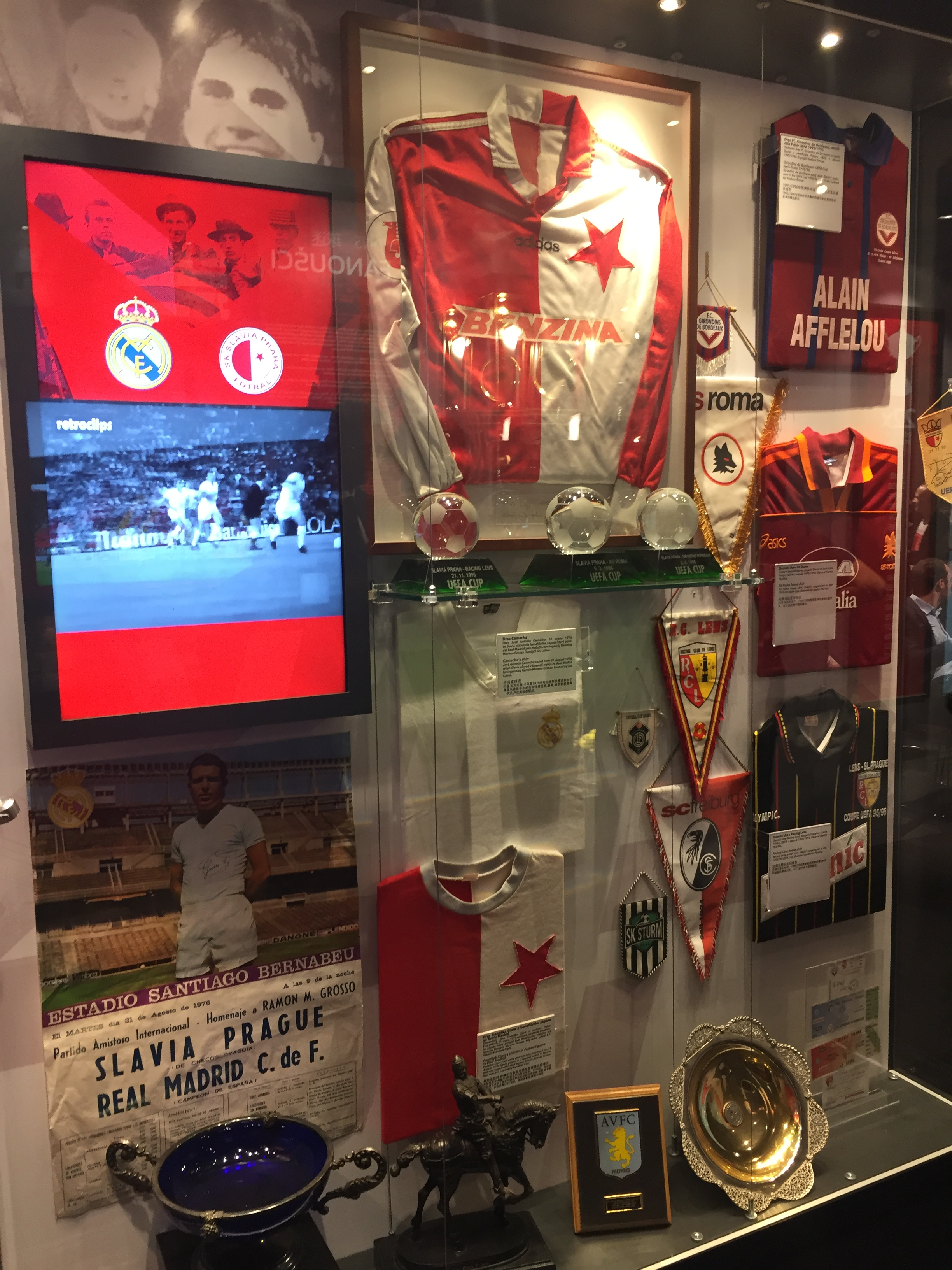
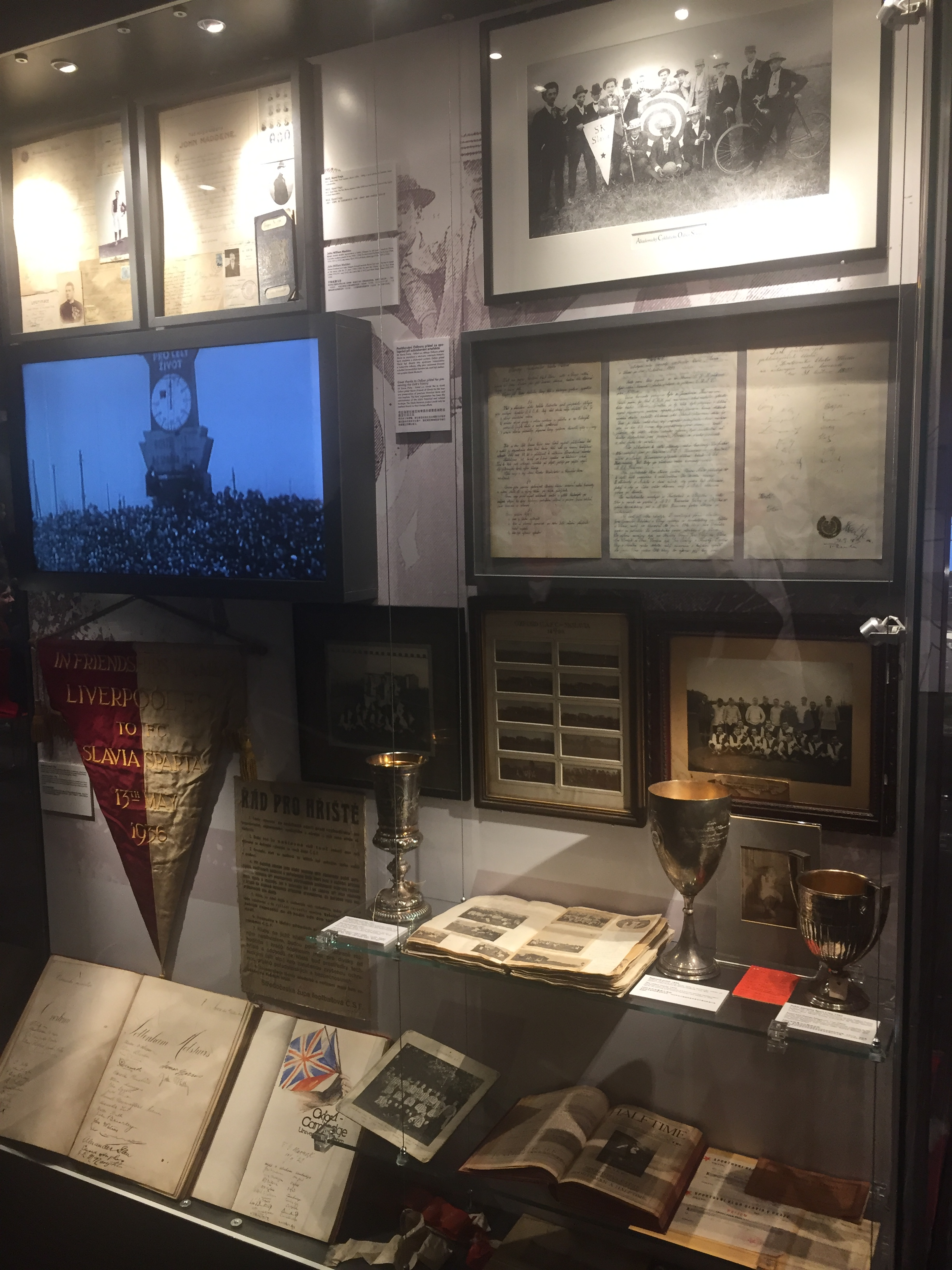